# حركة حقوق الإنسان
حركة حقوق الإنسان هي حركة اجتماعية غير حكومية مهتمة بالأنشطة المتعلقة بقضايا حقوق الإنسان. تتضمن الأسس التي بُنيت عليها حركة حقوق الانسان العالمية مقاومة كلاً من: الإستعمار والإمبريالية والعبودية والعنصرية والتفرقة وسلطة الرجال واضطهاد الشعوب الأصلية.
أحد المبادئ الأساسية لحركة حقوق الإنسان هو مطالبتها بأن تكون حقوق الإنسان عالمية؛ وذلك يعني أن على جميع البشر أن يكافحوا معًا من أجل حصولهم على مجموعة مشتركة من الحقوق الأساسية.

## تاريخ حركة حقوق الإنسان
يعود تاريخ نشاط حقوق الإنسان إلى ماقبل القرن العشرين حيث تضمن على حركات عدة مثل الحركة المناهضة للعبودية، كانت تلك الحركات التاريخية مهتمة عادة بعدد محدود من القضايا وكانت محلية أكثر من كونها عالمية. ويُعرف البعض إتفاقية لاهاي التي أبرمت عام 1899 -وهي من أوائل النصوص الرسمية المنظمة لقوانين الحرب- على أنها أساس فكرة أن البشر لديهم حقوق مستقلة عن الدول التي تحكمهم.

### الحركة المناهضة للإستعمار
هذه الحركة هي حركة عالمية أخرى مهتمة بحقوق الإنسان نشأت من مقاومة الإستعمار،
قامت هذه الحركة باستخدام صور فوتوغرافية لتوثيق الإرهاب الذي مارسه البلجيكيون أثناء إرغامهم للكونغوليين بالعمل في إنتاج المطاط في الكونغو (كانت الكونغو مستعمرة بلجيكية انذاك) حيث قام نشطاء بنشر صور لأطفال كونغوليين مبتوري الأطراف وتوزيع تلك الصور على الأوروبيين والأمريكيين المهتمين بمسائل حقوق الإنسان من أجل الضغط على الحكومة البلجيكية للقيام بإصلاحات سياسية. وتم تناقل هذه الصور بين الأوروبيين والأمريكيين المتعاطفين مع القضية بما فيهم إيدموند مورل وجوزيف كونراد ومارك توين.
تلك الصور والنصوص الأدبية التي تلتها أشعلت فتيل غضب المجتمع الدولي ضد الجرائم التي أرتكبها البلجيكيون بحق الكونغوليين.
وفي وقت لاحق من القرن نفسه، انضم الأمريكيون الأفارقة بما فيهم دو بويز ووالتر وايت وبول روبنسون إلى قادة الجالية الأفريقية (في هايتي وليبيريا والفلبين وبلدان أخرى) للمطالبة العالمية بحقوقهم الأساسية. على الرغم من أن أصول هذه الحركة متعددة الأوجه (حيث اكتسبت قوتها من القائد الرأسمالي ماركوس قارفي ولمنظمة أفريكن بلود برذرهود ذات الميول اليسارية) إلا أن اللحظة الحاسمة التي تجلى بها التضامن الدولي جاءت بعد ضم إيطاليا لأثيوبيا عام 1935

#### الحرب العالمية الثانية والأمم المتحدة
من النتائج التي ترتبت على الحرب العالمية الثانية أن مجموعة الوحدة الإفريقية لعبت دورًا هامًا في قيام الأمم المتحدة بحماية «حقوق الإنسان» بعلانية في وثائقها. وقارن دو بويز المستعمرات حول العالم بأحياء الأقليات المتواجدة في الولايات المتحدة وطالب بإصدار وثيقة دولية تؤكد على إقرار حقوق الإنسان لجميع البشر.
لم ينل نص حقوق الإنسان التصوري في ميثاق الأمم المتحدة رضا ممثلو الدول الصغيرة (خاصة تلك التي من أمريكا اللاتينية) ودو بويز ونشطاء اخرين حيث عُرض ذلك النص في المؤتمر الذي عُقد بدومبارتون أوكس في واشنطن عام 1944 وصرح دو بويز في ذلك الوقت قائلاً: «إن الطريقة الوحيدة التي ستتحقق من خلالها المساواة الإنسانية هي قيام السادة بالأعمال الخيرية»، من ناحية أخرى دعمت حكومة الولايات المتحدة الأمريكية منظمات محلية ذات شأن وعلى استعداد لترويج مفهومها لحقوق الإنسان مثل نقابة المحامين الأمريكية واللجنة الأمريكية اليهودية وحظيت هذه المنظمات بموافقة الأمم المتحدة ومفهوم حقوق الإنسان.
أصبح مفهوم حقوق الإنسان جزء من منظومة الأمم المتحدة ومؤسساتها مثل لجنة الأمم المتحدة لحقوق الإنسان والإعلان العالمي لحقوق الإنسان، وقد كانت الدبلوماسية النشطة بين دول أمريكا اللاتينية ذات دور فعال في عملية ترويج مفاهيم حقوق الإنسان وصياغة الإتفاقيات المتعلقة بها. ونتيجة لهذا الضغط تم اعتماد لغات أكثر لحقوق الإنسان في ميثاق الأمم المتحدة في مؤتمر سان فرانسيسكو عام 1945
كانت للحقائق التي كُشفت بشأن محرقة اليهود (الهولوكوست) وماتلاها من محاكمات نورنبيرغ (وهي محاكمات مجرمي حرب القيادة النازية) تأثيرًا كبيرًا على حركة حقوق الإنسان خاصة بين الجماعات اليهودية والمسيحية ذات النفوذ.
وصفت بعض المنظمات غير الحكومية ميثاق الأمم المتحدة بأنه انتصارًا لحركة حقوق الإنسان بينما اعتبره نشطاء اخرون وعودًا زائفة لحقوق الإنسان وأنه في الأصل وضع لخدمة مصالح الدول العظمى.
وفي بداية الحرب الباردة اُستخدِم مفهوم «حقوق الإنسان» للترويج للأجندة الأيدولوجية للدول العظمى. قال الاتحاد السوفييتي أن الشعوب في الأراضي المستعمرة حول العالم هي شعوبًا استغلتها الدول الغربية. وركزت نسبة كبيرة من الحملات الدعائية السوفيتية الموجهة للعالم الثالث على مهاجمة الممارسات العنصرية وانتهاكات حقوق الإنسان، لكن الولايات المتحدة تصدت لتلك الحملات بشنها حملات دعائية خاصة بها ووصفت مجتمعها بأنه حر ومجتمع الاتحاد السوفييتي بغير الحر. وأصبحت لغة حقوق الإنسان معيارًا دوليًا تستخدمه الدول الكبرى والحركات الشعبية لتحقيق مطالبها.

##### الكفاح من أجل حقوق إنسان عالمية
في الولايات المتحدة قام المشاركون في كفاح الأمريكيين الأفارقة من أجل المساواة بالمطالبة بمنحهم حقوق الإنسان بالإضافة إلى الحقوق المدنية، وبعد فترة قصيرة قام دو بويز ونشطاء اخرون بالإضافة إلى الجمعية الوطنية للارتقاء بالأشخاص من غير العرق الأبيض ومجلس الحقوق الوطنية بإتهام الولايات المتحدة بانتهاك حقوق الإنسان لدى الأمم المتحدة. وفي عام 1951 قدم دو بويز وويليام باتيرسون ومجلس الحقوق الوطنية وثيقة أطلقوا عليها اسم «نحن ندين الإبادة الجماعية» اتهموا بها الولايات المتحدة بالتواطؤ في ممارسة العنف الممنهج المستمر ضد الأمريكيين الأفارقة.
تعتبر المطالبة بحقوق الإنسان التي أصدرها طلاب في مدينة أتلاتنا عام 1960 لحظة هامة ساهمت في بدأ موجة الأنشطة السلمية التي اكتسحت الجنوب الأمريكي. ناقش مارتن لوثر كينق جونيور في عام 1967 -قبل أقل من عام على اغتياله - مفهوم «الحقوق المدنية» وذكر بأنه مفهوم مُحمل بالقيم الرأسمالية التي تعزز لدى الإنسان حب المصلحة الفردية وتعزله عن الجماعة، وقال: «من الضروري أن ندرك أننا انتقلنا من عصر الحقوق المدنية إلى عصر حقوق الإنسان، وتلك الحقوق ليست أمرًا معرفًا تعريفًا واضحًا في الدستور بل هي حقوق عرفتها تفويضات من مؤسسات إنسانية». وبالنسبة لكينق - الذي بدأ بتنظيم حملة الفقراء من أعراق مختلفة في أواخر حياته- حقوق الإنسان كانت أمرًا يتطلب عدالة اقتصادية بالإضافة إلى العدالة القانونية.
بعد أن انتهى الإستعمار في أفريقيا واسيا حصلت الدول المستعمرة سابقًا على معظم المناصب في لجنة الأمم المتحدة لحقوق الإنسان، وقاموا بتسليط الضوء على السيادة العالمية للبيض وعدم المساواة الاقتصادية وبهذا قررت تلك اللجنة الاعتراف بوجود أنواع أخرى من انتهاكات حقوق الإنسان.
وقالت بعض تلك الدول أن التركيز على الحقوق المدنية بدلاً من حقوق الإنسان هو ميزة تتمتع بها فقط الدول الغنية التي انتفعت من الإستعمار، وقد ازدادت المطالبات بحقوق الإنسان في العالم الثالث خلال فترة الستينيات على الرغم من أن اهتمام الدول العظمى تحول لمجالات أخرى.
تغيرات حدثت في السبعينيات
لعبت حركات حقوق الإنسان منذ السبعينيات دورًا مهمًا في المشهد الدولي، وعلى الرغم من أن الدعم الحكومي لحقوق الإنسان قلّ في تلك الفترة إلا أن المنظمات الدولية لحقوق الإنسان إزدادت قوة وعددًا.

## قضايا حقوق الإنسان وأنشطتها
حركة حقوق الإنسان الدولية مهتمة بقضايا مثل الحرمان من الحياة والحرية والحرمان من حق التعبير السلمي الحر وحق حرية التجمع والتعبد وحق المعاملة العادلة بصرف النظر عن خلفية الفرد ومقاومة الممارسات القاسية والظالمة مثل التعذيب وعمل الأطفال.
معظم حركات حقوق الإنسان محلية بطبيعتها أي تهتم بانتهاكات حقوق الإنسان التي تُمارس في بلدانها، ولكن تلك الحركات مدعومة من منظمات دولية، والطبيعة الدولية لحركة حقوق الإنسان تسمح لنشطائها المحليين بالتعبير عن قلقهم من انتهاكات حقوق الإنسان في بلدانهم مما يؤدي إلى توليد ضغط دولي على حكومات تلك البلدان. فالحركة تتبنى مبدأ أن الإستبداد ينتهي عندما تُطبق حقوق الإنسان، وهذا المبدأ يبرر التدخل الذي تقوم به الحركة لمعالجة انتهاكات حقوق الإنسان.
كما تقوم الحركة بتزويد النشطاء المحليين بمفردات معينة لإستخدامها في تدعيم مطالبهم وجذب الانتباه لها.

## حدود حركة حقوق الإنسان ونقدها
أحد الانشقاقات المهمة التي حدثت في حركة حقوق الإنسان الدولية كانت بين منظمات حقوق الإنسان غير الحكومية ونشطاء من دول العالم الأول والثالث، ويعتقد نقاد هذه الحركة أنها تعاني من وجود تحيزات في الأجهزة التابعة لها وأنها غير مستعدة لمواجهة قضية عدم المساواة على صعيد عالمي. وعلى وجه التحديد فإن البعض ينتقد دور الليبرالية الجديدة للنظام الرأسمالي في خلق ظروف اقتصادية نتجت عنها «انتهاكات حقوق الإنسان» ويعتقدون بأن الحركة غير قادرة على رؤية تلك الأمور التي تؤثر على حقوق الإنسان.
كتب بروفيسور القانون ماكاو موتوا: «إن حركة حقوق الإنسان بتشكيلها وانتشارها في الوقت الحالي حتما ستفشل في نهاية المطاف وذلك بسبب نظرة المجتمعات غير الغربية لها كأيدولوجية خارجية دخيلة، فالحركة لا تلقى صدىً واسعًا في النسيج الثقافي للدول غير الغربية ماعدا بين الطبقات النخبوية الزائفة المنغمسة في الأفكار الغربية، ولكي تعزز حركة حقوق الإنسان هيمنتها وانتشارها ينبغي عليها أن ترتبط ارتباطًا وثيقًا بثقافات جميع البشر».
كما انتقد ديفيد كينيدي طريقة حركة حقوق الإنسان الدولية في«معاملة حقوق الإنسان كأمر عاطفي بدلًا من عملية محسوبة ومخططة» وقال أن لغة حقوق الإنسان مُبهمة وقد تعيق التقديرات النفعية لحالة ما. وقال كينيدي بأن المفردات المستخدمة في لغة حقوق الإنسان من الممكن أن «يُساء استخدامها أو تُحرِف أو يتم انتقاء بعضها لغرض معين»، وأن صياغة القضايا في إطار حقوق الإنسان فقط قد تقلل من إمكانية إيجاد حل لتلك القضايا وتستبعد أي احتمالات أخرى. كما قام اخرون أيضًا بنقد الحركة ووصفوا لغتها بـ«المٌبهمة»، وقال البعض أن لدى حركة حقوق الإنسان قدرة بارعة في امتهان الناس وذلك بتصويرهم على أنهم ضحايا للظلم والتعسف.

## منظمات حركة حقوق الإنسان
كانت المنظمات غير الحكومية منذ السبعينيات خاصة بمثابة الوسيط لحركة حقوق الإنسان الدولية، ومن المنظمات المهمة في حركة حقوق الإنسان الدولية منظمة العفو الدولية ومنظمة هيومن رايتس واتش. تاريخيًا فإن تأثير الاتحاد الدولي لحقوق الإنسان يعد مهمًا جدًا للحركة، كما يعد إنشاء المحكمة الجنائية الدولية في مطلع القرن الحادي والعشرين إنجازًا اخرًا لنشطاء حركة حقوق الإنسان الدولية.